# Sidi Ifni
Sidi Ifni (em árabe: سيدي إفن) é uma cidade e município marroquino localizado na parte ocidental da província de Sidi Ifni, na região de Guelmim-Oued Noun, nas margens do Oceano Atlântico. Este município faz fronteira com Tiugsa, Amel-lu e Mesti. Esta localizada a 163 quilômetros por estrada ao sul de Agadir.
O nome Sidi Ifni pode ser traduzido aproximadamente da língua berber como senhor da lagoa, referindo-se à foz do rio Asif n'Ifni.

## História
Antes da fundação da cidade em 1934, o local se chamava Amezdog Pad. Também era conhecido pelo nome da tribo da Chleuh Kabyle de El Mesti. Outros nomes do lugar são Ait Ijelf ou Id Brahim Iusf.

### Administração Espanhola
A cidade de Sidi Ifni foi fundada pelo Coronel Capaz, em nome do Governo da República Espanhola em 1934, num local anteriormente chamado de Amezdog. Foi a capital administrativa da África Ocidental Espanhola até 1958. A partir de 1958 até 1969 o território de Ifni foi declarado província ultramarina espanhola, sendo Sidi Ifni sua capital.

Em 1965, do outro lado do rio Ifni, foi concluída a expansão urbana da cidade conhecida como Barrio General Agulla ou Colominas.

Antigo brasão da cidade, durante a administração Espanhola.
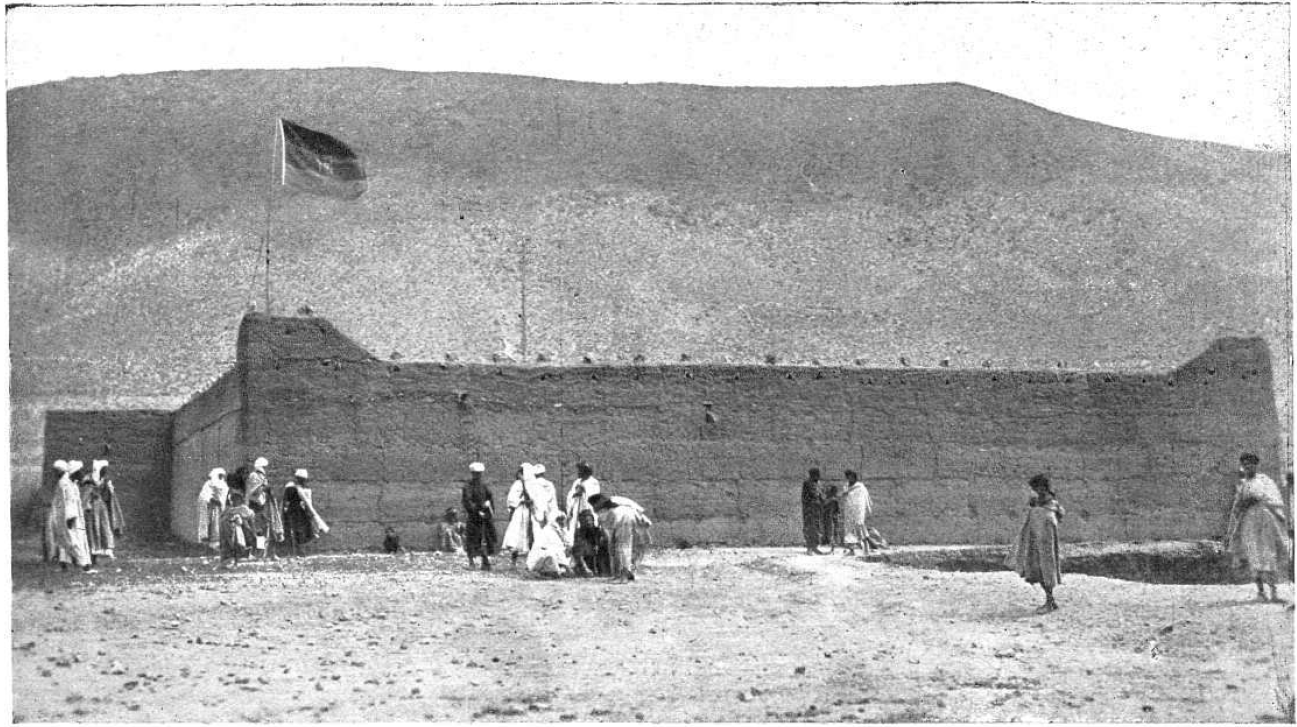
Fundação da cidade.

### Guerra de Ifni
Após a independência do Marrocos, as forças irregulares marroquinas atacaram o território entre novembro de 1957 e julho de 1958. Os ataques começaram em 23 de novembro de 1957, dando início à Guerra Ifni, que ocorreu nos territórios da África Ocidental Espanhola . No entanto, a cidade era abastecida por mar e ar e protegida por postos avançados. Inicialmente, grande parte dos militares eram principalmente soldados substitutos, além de um número muito menor de indígenas, especialmente no Grupo de Atiradores Ifni e da Polícia Territorial. Sidi Ifni não foi diretamente afetado pelos eventos militares. Estes ocorreram no interior do território. Do lado espanhol, decidiu-se finalmente estabelecer um perímetro defensivo mais denso e mais difícil de infiltrar e, além disso, mais fácil de sustentar e abastecer, perto da cidade de Sidi Ifni (entre 8 e 10 km do centro da cidade, dependendo da área), abandonando a maior parte de um território árido que teria sido muito mais caro de defender sem vantagem apreciável. Essas posições defensivas, bastante numerosas, e as trilhas de terra que as conectam, ainda são perfeitamente visíveis. No final do conflito, a maior parte do território interior de Ifni havia sido abandonada. O contingente militar recuou em torno de Sidi Ifni, onde foi estabelecido um perímetro defensivo que durou até 1969.

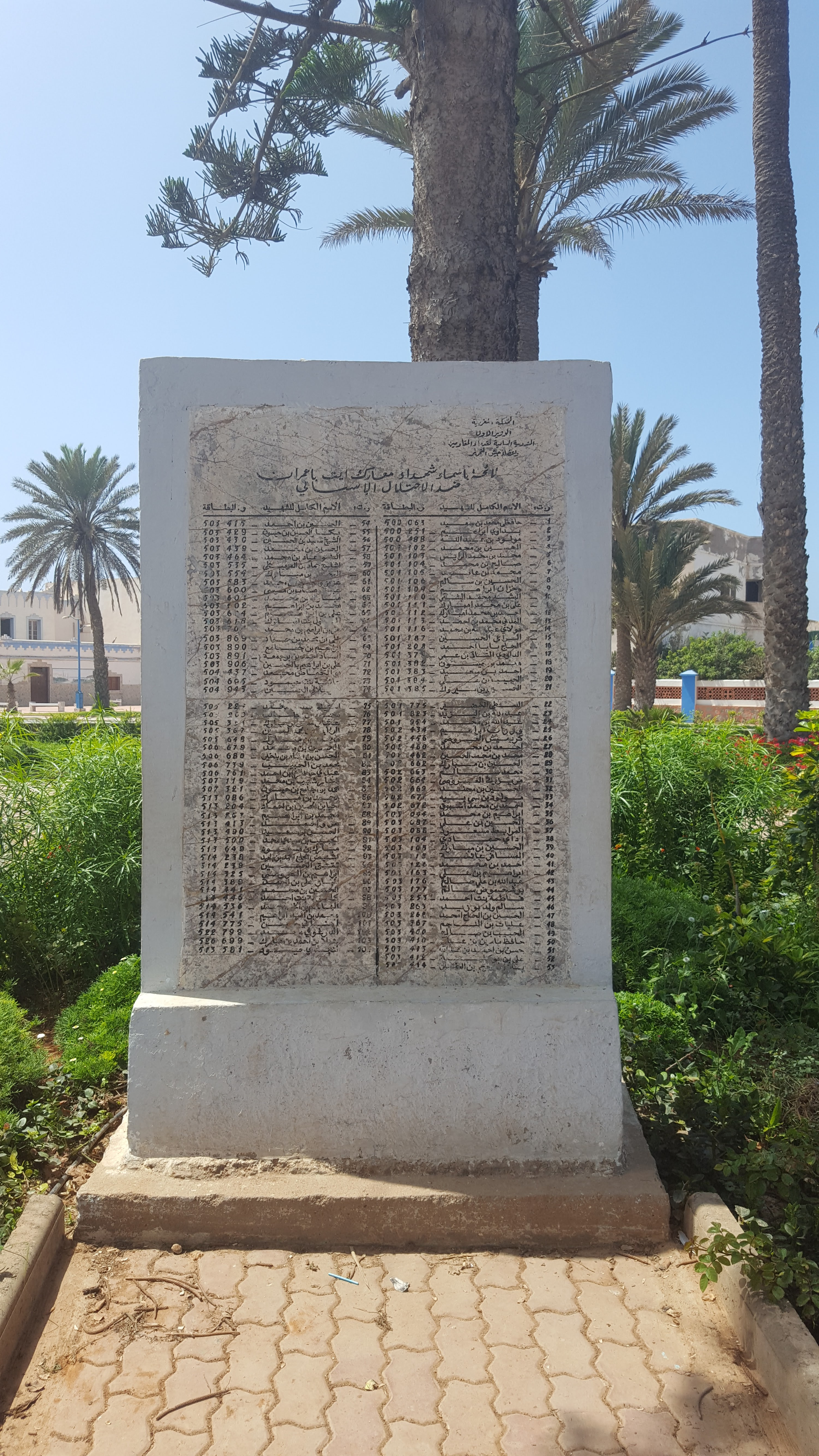
Monumento aos mortos da guerra de Ifni.

### Após o retrocesso para Marrocos
Em 30 de junho de 1969, o governo espanhol cedeu o que reteve de Ifni a Marrocos, em virtude do Tratado de Retrocessão assinado em Fez a 4 de janeiro de 1969. Seguiu-se um difícil processo de adaptação, agravado por uma crise económica aguda e pela imposição da administração francófona. Durante anos, a principal fonte de riqueza girou em torno da existência de uma importante colônia militar espanhola em uma cidade que tinha as infraestruturas e instalações de uma moderna capital provincial. No período de violência conhecido como anos de chumbo, em 2 de fevereiro de 1972, o rei Hassan II sofreu um ataque durante a inauguração do campo de futebol.
Em 30 de maio de 2008, um grande número de jovens desempregados bloqueou a entrada do porto de Sidi Ifni, em protesto contra sua situação e a da região, alegando que, em trinta anos, não só não haviam sido feitos investimentos, mas que os existentes, como o hospital, estavam em situação precária. Eles se juntaram a dezenas de pessoas em uma manifestação que percorreu as ruas da cidade. Os protestos foram reprimidos pela polícia marroquina e o tratamento da informação pela agência de imprensa do governo marroquino foi criticado.
Em 2009, a província de Sidi Ifni foi separada da província de Tiznit, passando Sidi Ifni para a capital provincial.
Em 2024 um grupo de habitantes da cidade fizeram chegar ao Rei Felipe VI de Espanha, uma carta onde reivindicam o direito a nacionalidade Espanhola, visto terem nascido ou serem descendentes de pessoas que nasceram no tempo da ocupação Espanhola.

## Geografia

### Relevo
A cidade está localizada numa área desértica, localizada à beira de um planalto estreito, entre Jebel Bu Laalam e uma costa de penhascos, interrompida pela foz do rio Ifni, que na verdade é uma torrente que só carrega água, tumultuosa, quando chove na área.

### Clima
Em relação ao restante território, o clima da cidade de Sidi Ifni é mais ameno. Geralmente há neblinas muito próximas. A proximidade do deserto é perceptível na baixa pluviosidade, na flora e, de vez em quando, pela chegada do sirocco, um vento do deserto que pode elevar repentinamente a temperatura ambiente para 50 °C.

## Demografia
Em 2014 a cidade tinha 21 618 habitantes.
| Ano     | Fonte  | Habitantes | Habitantes  | Habitantes              |
|         |        | Total      | Marroquinos | Espanhois/ Estrangeiros |
| ------- | ------ | ---------- | ----------- | ----------------------- |
| Em 1940 | Censos | 905        |             |                         |
| Em 1950 | Censos | 7 951      | 5 754       | 2 197                   |
| Em 1960 | Censos | 12 751     | 4 550       | 8 219 (*1)              |
| Em 1994 | Censos | 19 722     |             |                         |
| Em 2004 | Censos | 20 051     |             |                         |
| Em 2014 | Censos | 21 618     |             |                         |

(*1) O numero de Espanhóis residentes era de 3.547, os restantes 4.914 eram militares destacados em Ifni.

### Línguas
Em 2014 a língua mais falada pela população do município era o Árabe marroquino (Darija), falada por 89,9% da população; seguida pela língua Xélia (Tachelhit), falada por 56,8% da população; pelo Árabe hassani (Hassania), falado por 1,7% da população e pelo Tamazight falado por 0,8%.

#### Espanhol
O espanhol é estudado no Centro Cultural da Juventude Sidi Ifni e em várias escolas de idiomas. O artigo 7º do Tratado de Fez de 1969 entre Marrocos e Espanha, no que diz respeito ao Território de Ifni, e em relação à defesa e proteção das línguas espanhola e Haquetía, afirma: "O Governo marroquino não impedirá a manutenção das instituições culturais e educacionais espanholas existentes no território e facilitará a abertura daquelas que o Governo espanhol considerar apropriadas".

### Etnias
A maioria dos habitantes pertencem a tribo dos Aït Baaram.

## Economia
A economia da cidade está baseada na pesca.

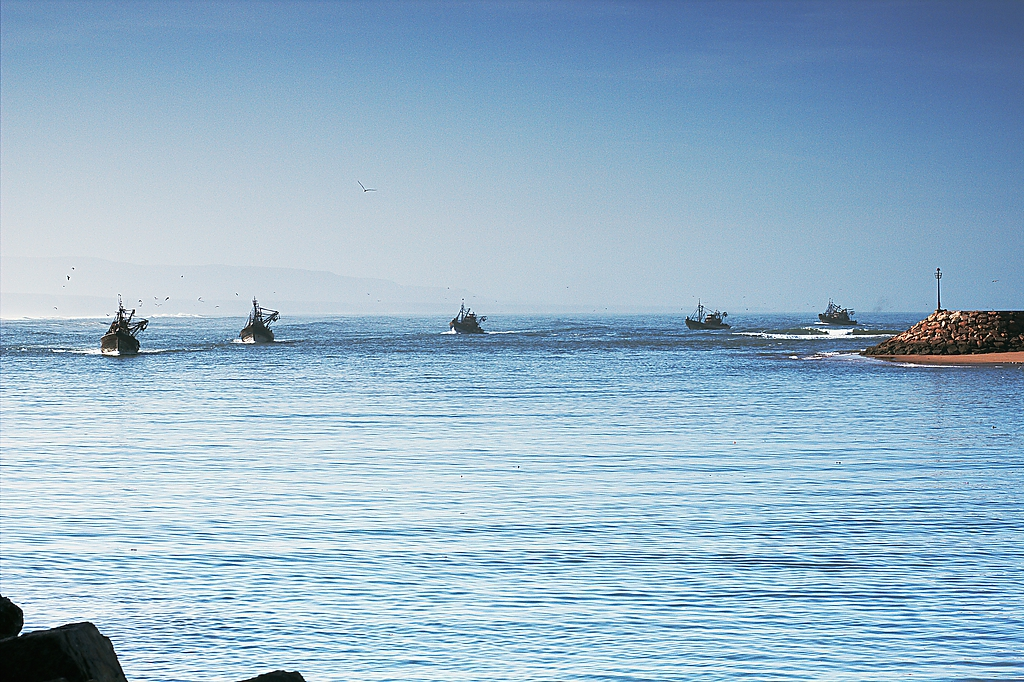
O porto de pesca.

### Turismo
Os principais pontos turísticos são:
- A praia de Legzira com as suas falésias vermelhas, onde se destaca na praia um arco de pedra.
- O porto de teleférico (o primeiro do mundo), inaugurado em 1967 pelos espanhóis, foi uma solução única e original para superar as difíceis condições da costa. Consistia em um píer ligado à costa por um teleférico de 1400 metros de comprimento, permitindo o carregamento e descarregamento de navios de média tonelagem. Perto deste teleférico, hoje desativado existe hoje um porto de pesca.[2]
- Vestígios da arquitetura Espanhola como a Plaza de Hassán II (antiga Plaza de España) com uma fonte e azulejos de estilo andaluz, o consulado espanhol (agora fechado), o Palácio Municipal, a igreja de Santa Cruz (atual Palácio da Justiça), o Comando da Marinha (hoje um restaurante), o quartel da Infantaria de Fuzileiros Navais (hoje um hotel), o farol e o Palácio Real (antigo Governo Geral). O estilo utilizado caracteriza-se pela influência das construções do protetorado de Emilio Blanco Izaga denominado estilo Riffian com decoração geométrica inspirada nos khasbas do sul de Marrocos, bem como pelo uso de elementos art déco, incluindo aerodinâmico, neo-andaluz.
- Na foz do rio Asif n'Ifni há um marabu com uma cúpula verde na qual está enterrado o xeque Sidi Ali, líder da irmandade marroquina Darkaoa.[2]

Pontos turísticos:

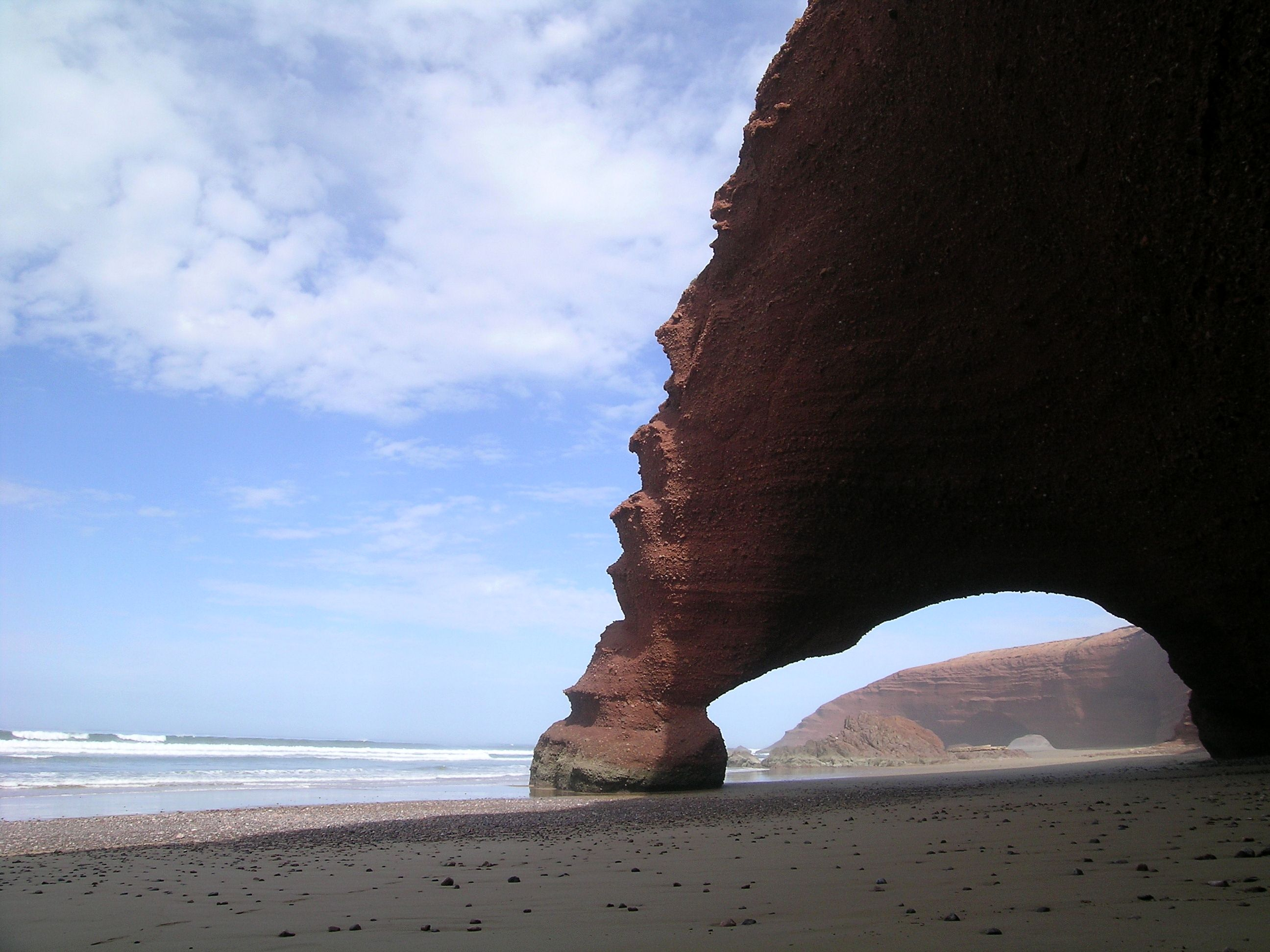
Arco de pedra, na Praia de Legzira.
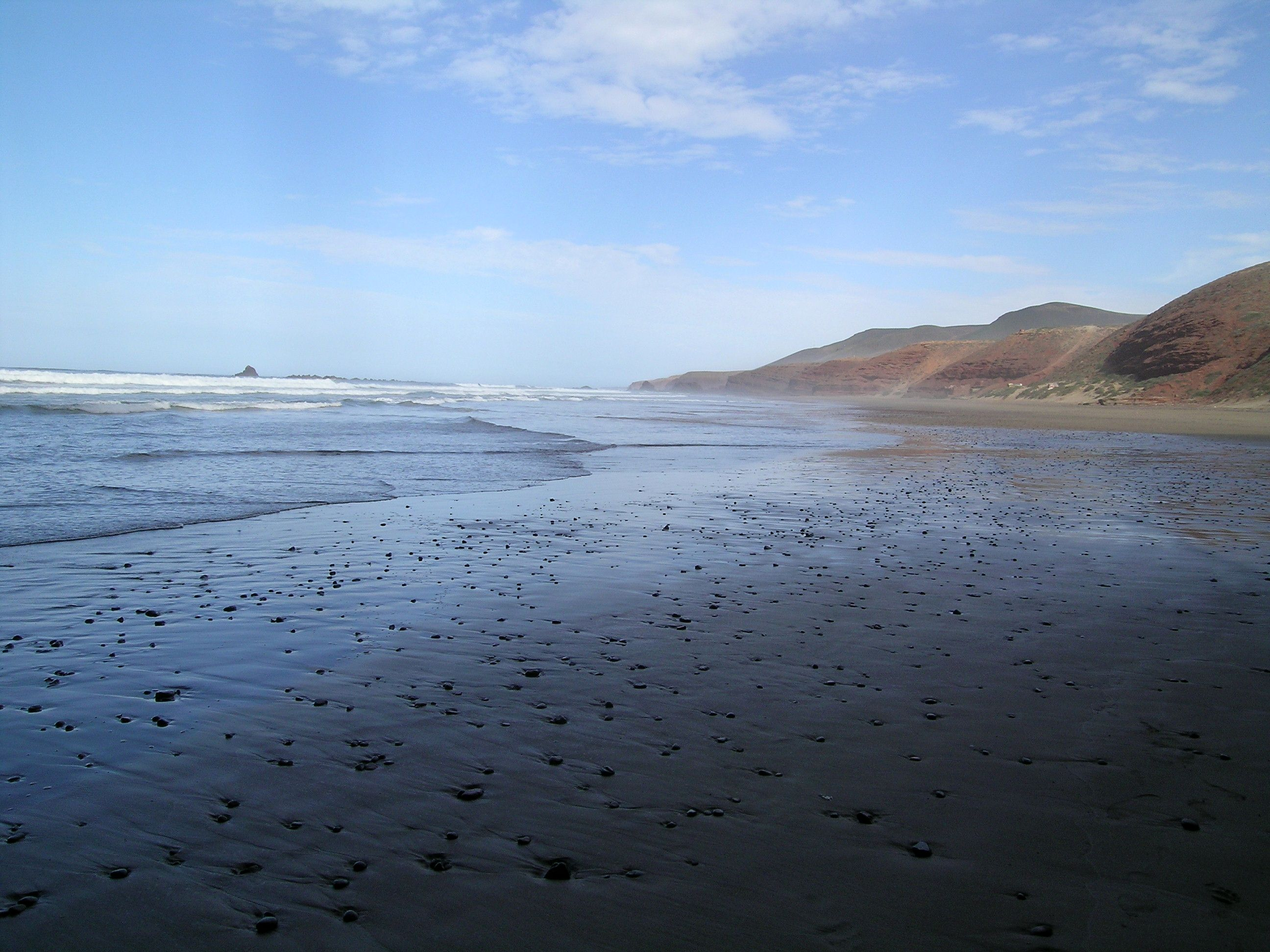
Praia de Legzira.
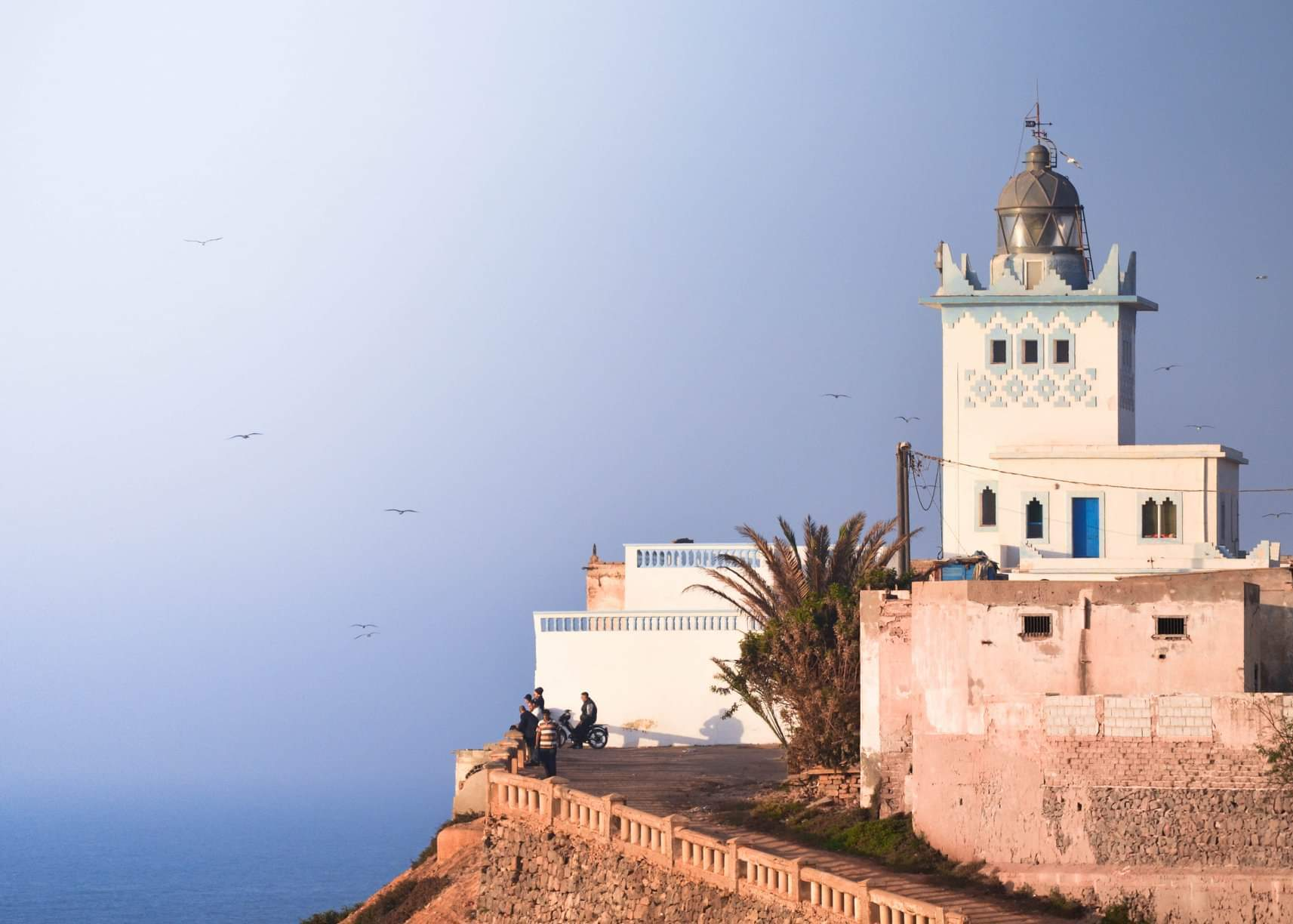
Farol.
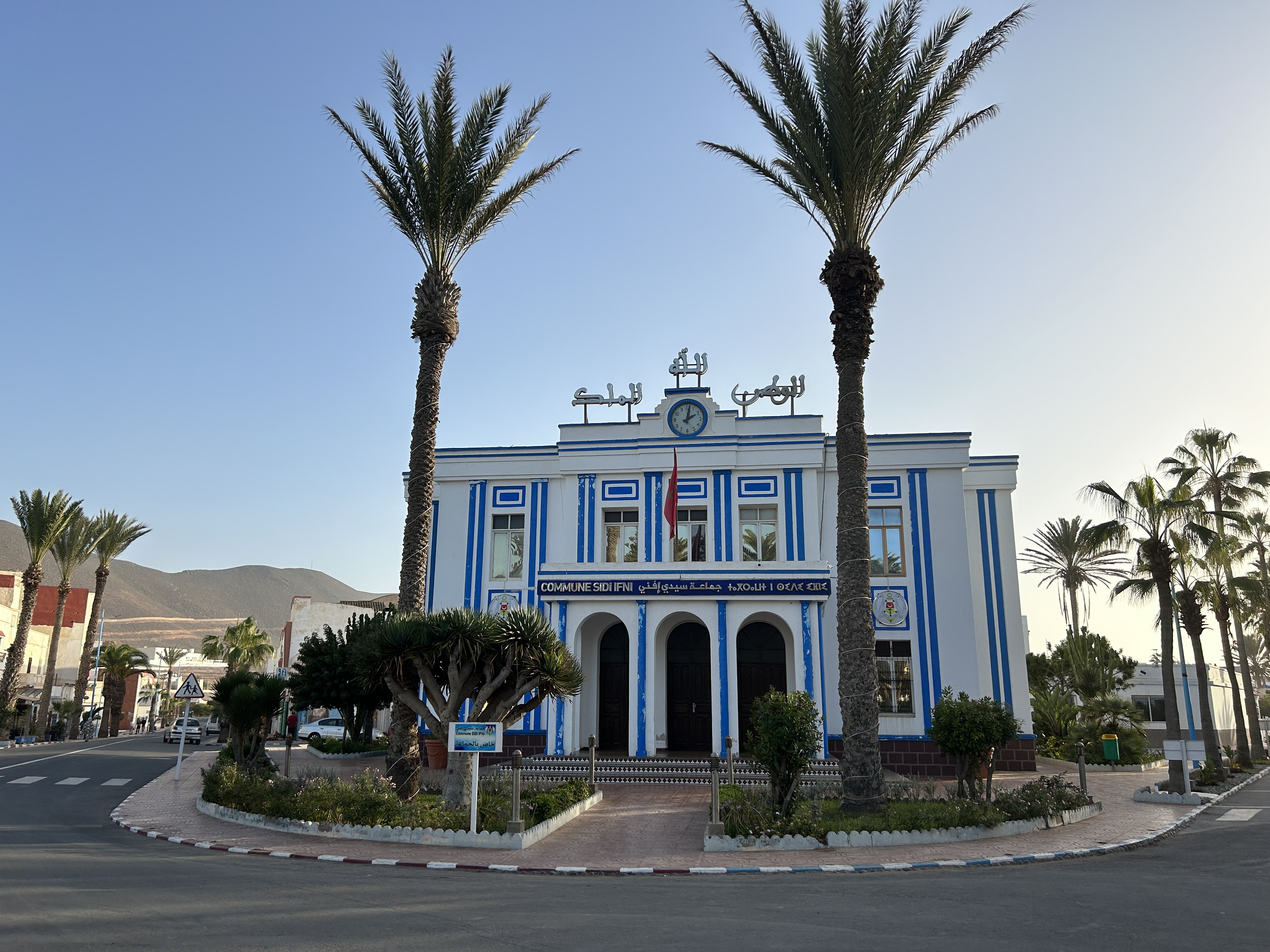
Palácio Municipal.
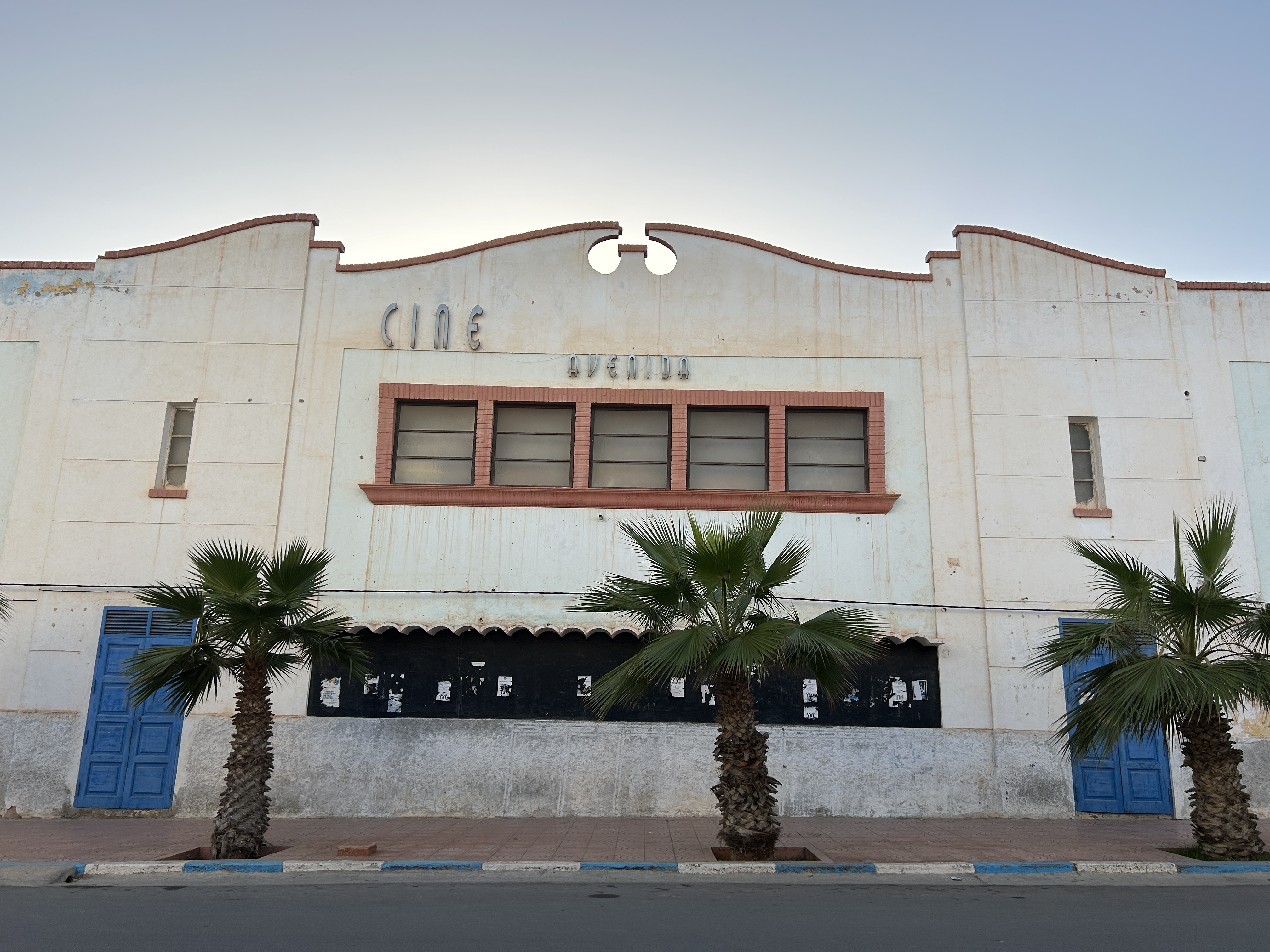
Cinema Avenida.
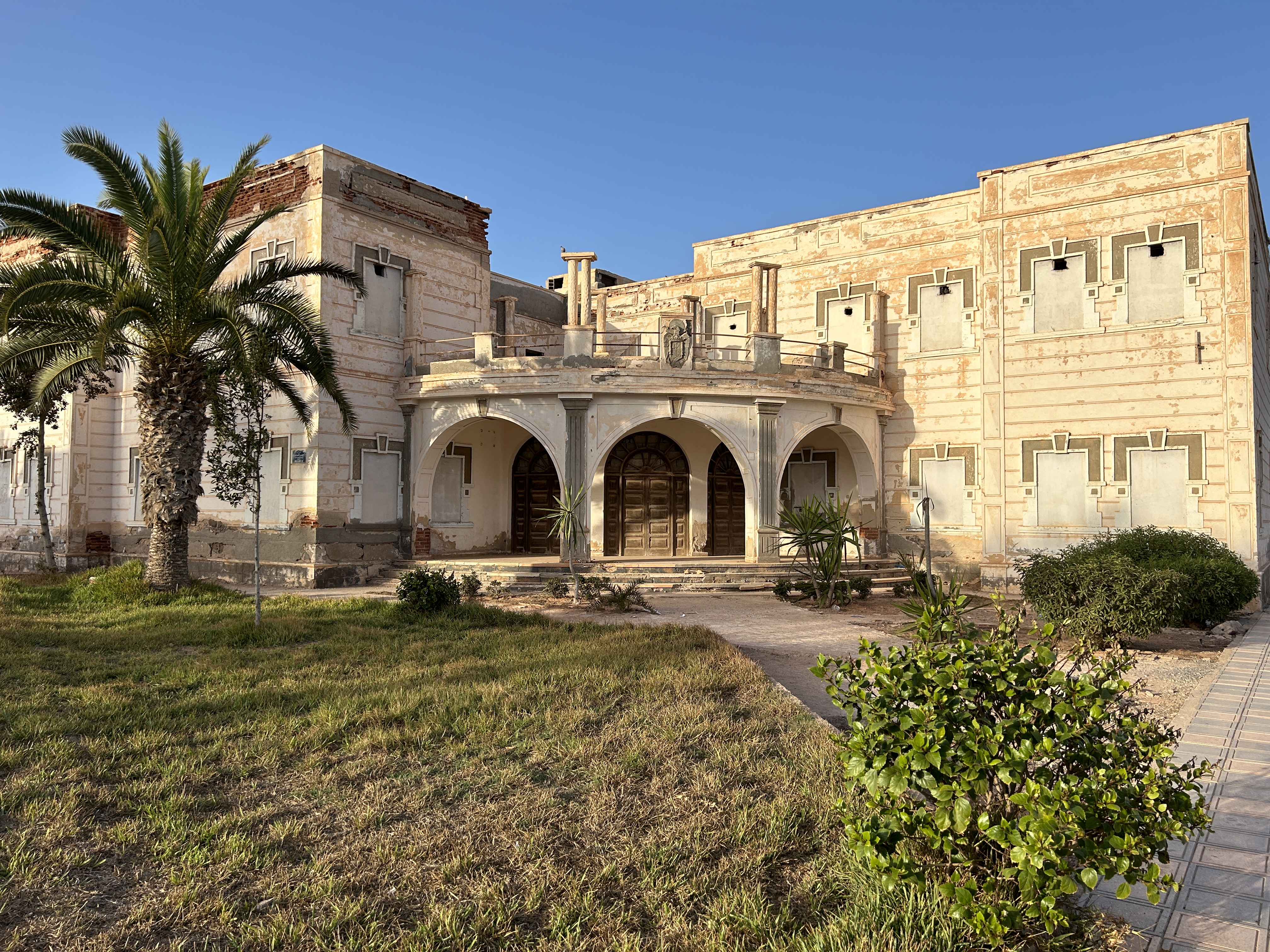
Consulado Espanhol.
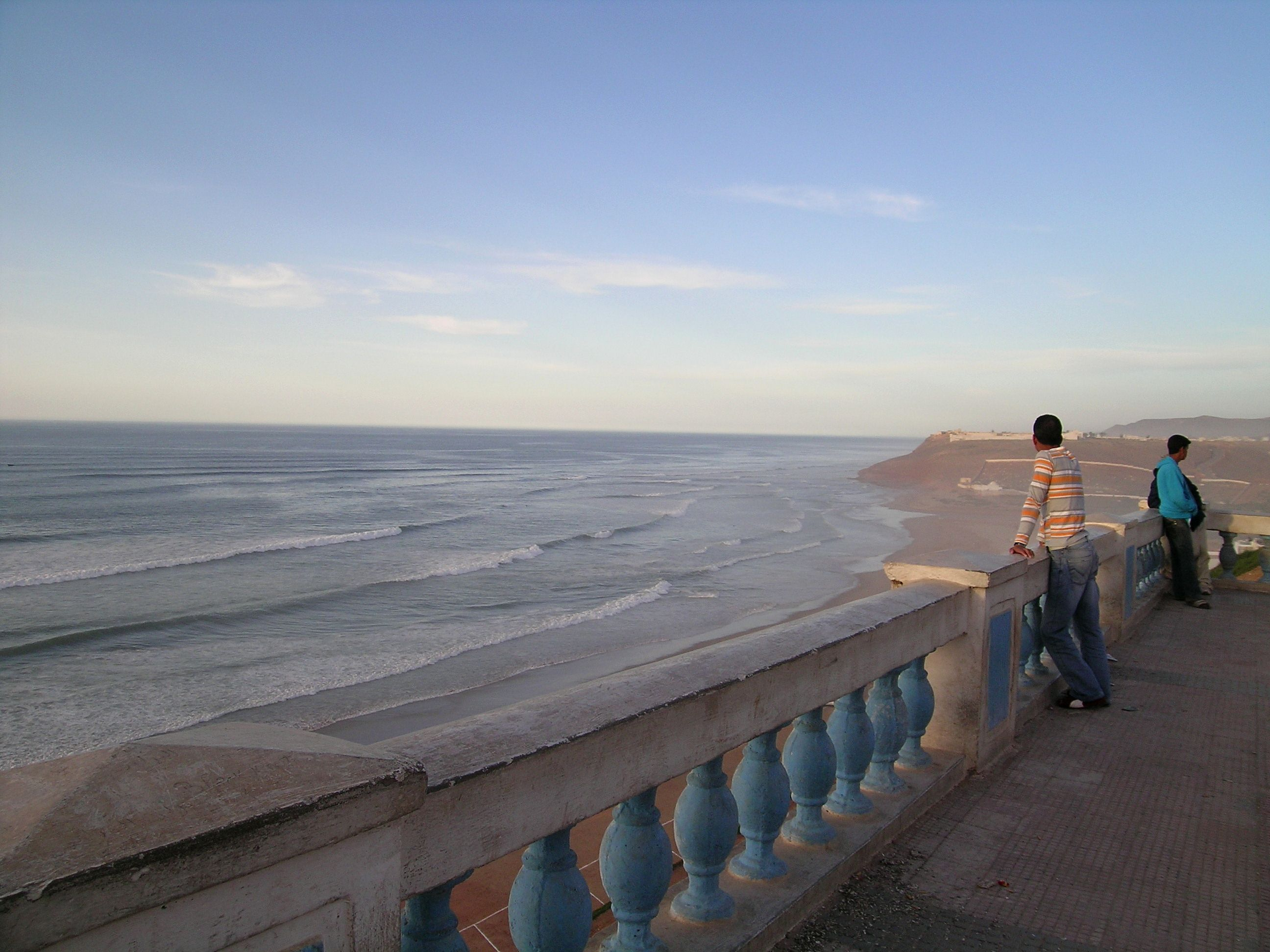
Passeio marítimo da cidade.
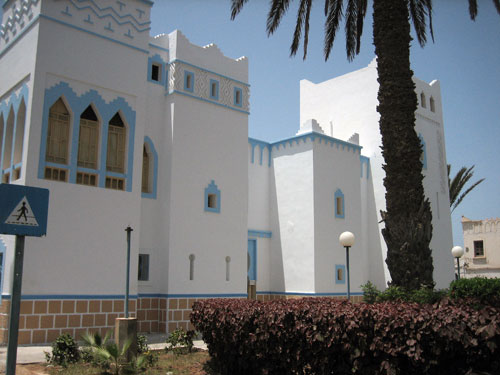
Palácio Real.
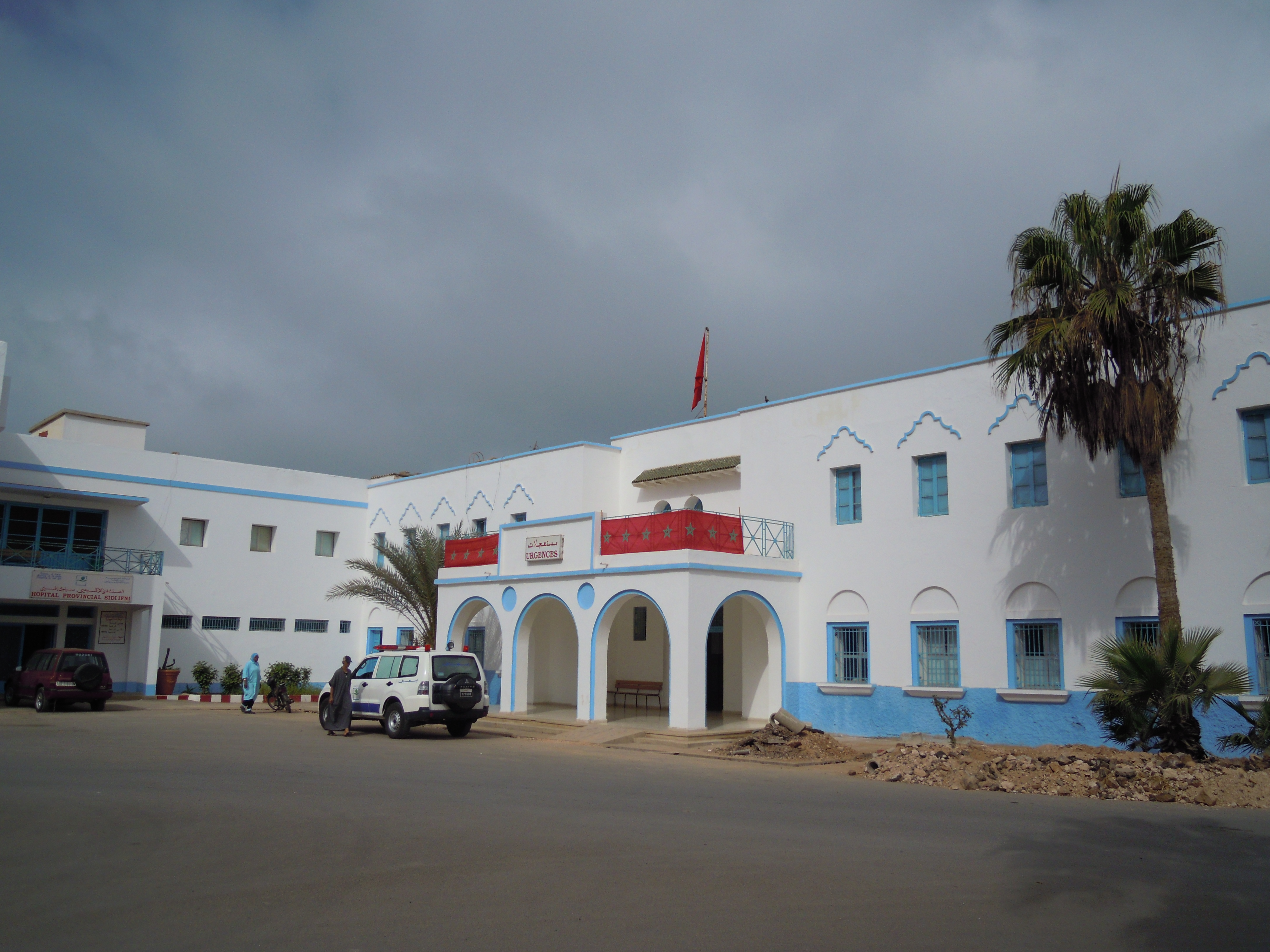
Hospital de Ifni.

#### No cinema
O filme de 2009 Un ange à la mer ("Anjos à beira-mar"), filmado pelo belga Frédéric Dumont em Sidi Ifni, recebeu o prêmio "Globo de Cristal" de melhor filme no 44º Festival Internacional de Cinema de Karlovy Vary, na República Tcheca, e o Prêmio de Ator para Olivier Gourmet no mesmo ano.

## Transportes

### Rede portuária
O primeiro porto, construído pelos espanhóis na década de 60, consistia em duas ilhotas de concreto, ligadas à costa por um teleférico de 1.400 m de comprimento, permitindo a carga e descarga de navios de média tonelagem. Perto desse teleférico existe hoje um porto de pesca , exatamente onde estava previsto um antigo projeto espanhol que foi descartado.

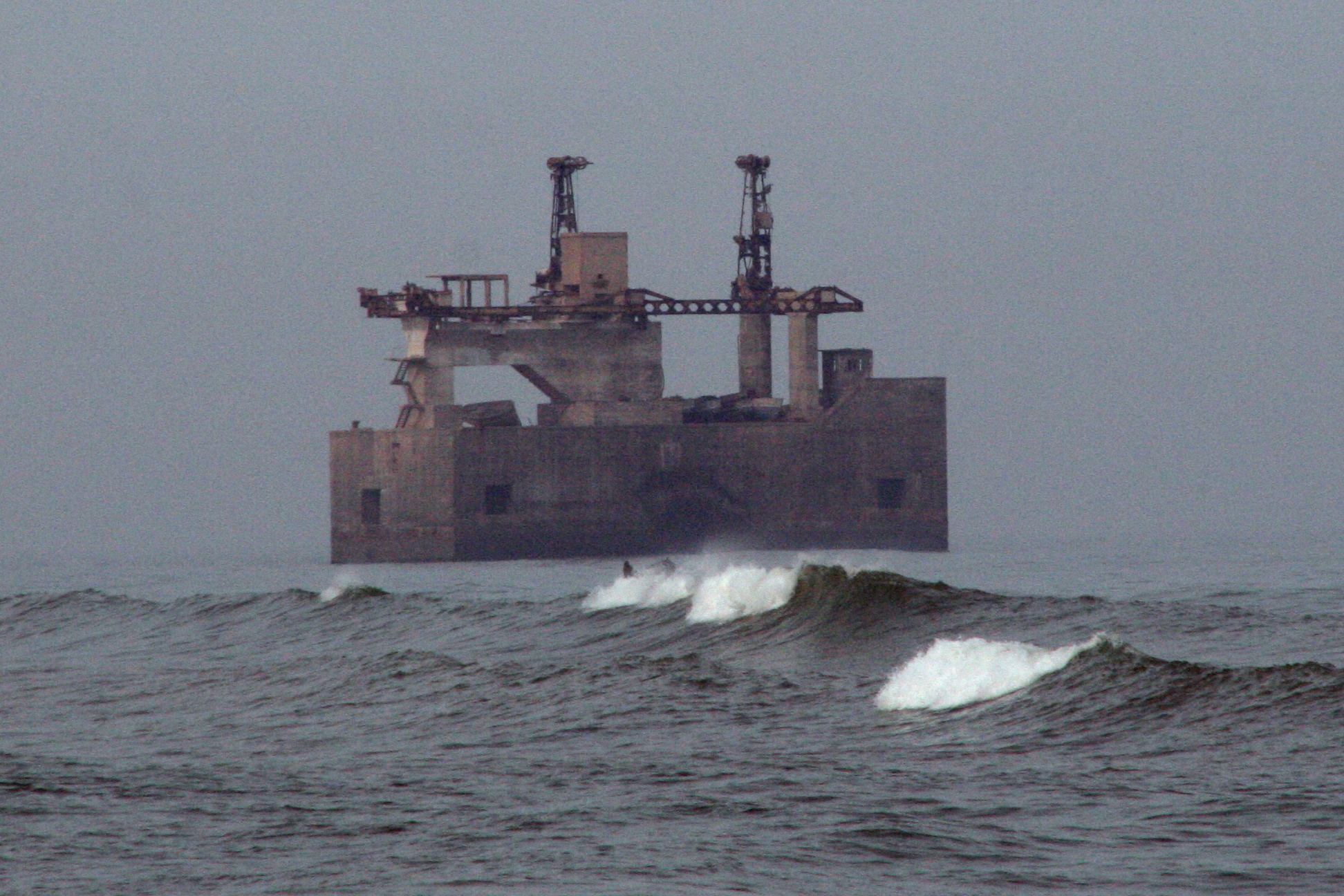
Porto teleférico de Sidi Ifni, construído pelos Espanhóis.

Rede aeroportuaria

O aeródromo da era espanhola está abandonado. Na verdade, é historicamente o segundo aeródromo espanhol em Sidi Ifni, já que o primeiro estava localizado em uma pequena pista, que ainda existe, no canto noroeste do atual aeródromo. As suas dimensões aproximadas são dois mil metros de comprimento por quinhentos de largura.